# Andrés Bravo del Barrio
Andrés Bravo del Barrio (Villarén de Valdivia) fue un escritor y esperantista español. 

## Biografía
Fue el editor, en 1901, de la revista esperantista Esperanto, en la ciudad de Santander. Una vez establecido en Madrid, Bravo del Barrio se hace cargo en Fomento de las Artes ("Progresigo de la Artoj") de la sección esperantista. 
En 1907, Bravo del Barrio fundó el Centra Esperantista Grupo en Madrid.
Defensor del patrimonio arqueológico de su región, como pone de manifiesto su dedicación a los yacimientos arqueológicos de Bernorio y Vellica, en la provincia de Palencia.
Colaborador de Castilla, revista Regional Ilustrada.

## Obras
- Dibujo con la situación de las ruinas de Bernorio y la antigua Vellica. Incluye un croquis general y otro de aproximación (Madrid, 1913)
- "El Castellano" (Castilla, revista Regional Ilustrada (Toledo), año I, núm 4 (10 de mayo de 1918)), p. 48